# Isoleucas
Isoleucas  é um gênero botânico da família Lamiaceae.

## Espécie
Isoleucas arabica

## Nome e referências
Isoleucas Schwartz